# Héctor Milián
Héctor Milián est un lutteur cubain spécialiste de la lutte gréco-romaine né le 14 mai 1968 à Pinar del Rio.

## Biographie
Héctor Milián participe aux Jeux olympiques d'été de 1992 à Barcelone dans la catégorie des poids lourds et remporte la médaille d'or.